# Electrocarbon
Electrocarbon Slatina este o companie din producătoare de electrozi din România.
Acționarii principali ai societății sunt Vivaio SRL, cu o deținere de 48,70%, Metaleuroest SRL, cu 21,45%, și SIF Oltenia (SIF5), care controlează 18,32% din capital.
Titlurile Electrocarbon se tranzacționează la categoria de bază a pieței Rasdaq, secțiunea XMBS, sub simbolul ELNG.

## Informații financiare[2]
| Ani  | Venituri  | Cheltuieli | Profit    | Inventar | Rezerve | Creanțe  | Datorii   | Banca și numerar | Angajați |
| ---- | --------- | ---------- | --------- | -------- | ------- | -------- | --------- | ---------------- | -------- |
| 2021 | 131574665 | 79255487   | 5764692   | 43288007 | 0       | 10012219 | 156150041 | 3350328          | 115      |
| 2020 | 87859375  | 49184810   | -11868632 | 50556683 | 0       | 5975844  | 171260462 | 1534602          | 95       |
| 2019 | 100380010 | 42727905   | 13937     | 56119078 | 0       | 4649255  | 179354125 | 347303           | 87       |
| 2018 | 119936436 | 56127324   | -1087627  | 55449012 | 0       | 17372359 | 193573978 | 253141           | 143      |
| 2017 | 166246193 | 96439298   | 564749    | 60387292 | 0       | 20192395 | 202324756 | 194253           | 166      |
| 2016 | 177886289 | 102355608  | 999935    | 57392355 | 0       | 23772188 | 211424775 | 584950           | 183      |